# Язкулієв Балли
Балли Язкулієв (2 січня 1930, аул Омор-Пякіза Ільялінського району Ташаузького округу, тепер аул Тезе-Йол Дашогузького велаяту, Туркменістан) — радянський туркменський діяч, голова Ради міністрів Туркменської РСР, голова Президії Верховної ради Туркменської РСР. Кандидат у члени Бюро ЦК КП Туркменістану з 14 квітня по 16 грудня 1975 року. Член Бюро ЦК КП Туркменістану з 16 грудня 1975 по 10 вересня 1988 року. Член Центральної Ревізійної комісії КПРС у 1976—1981 роках. Кандидат у члени ЦК КПРС у 1981—1990 роках. Депутат Верховної Ради СРСР 10—11-го скликань, заступник голови Президії Верховної Ради СРСР (у 1979—1988 роках).

## Життєпис
Народився в селянській родині. Трудову діяльність розпочав у 1944 році колгоспником Ільялінського району Ташаузької області.
У вересні 1946 — вересні 1947 року — слухач підготовчого відділення Ташаузького вчительського інституту. У вересні 1947 — серпні 1949 року — студент Ташаузького вчительського інституту Туркменської РСР.
У серпні 1949 — січні 1952 року — учитель історії середньої школи № 2; завідувач навчальної частини, учитель історії семирічної школи № 12 Ільялінського району Ташаузької області.
У січні 1952 — вересні 1953 року — 2-й секретар Ільялінського районного комітету ЛКСМ Туркменії Ташаузької області.
У 1952 році закінчив заочно Чарджоуський педагогічний інститут Туркменської РСР.
Член КПРС з 1953 року.
У вересні 1953 — листопаді 1957 року — 1-й секретар Ільялінського районного комітету ЛКСМ Туркменії Ташаузької області.
У листопаді 1957 — вересні 1960 року — 1-й секретар Ташаузького обласного комітету ЛКСМ Туркменії.
У вересні 1960 — серпні 1962 року — слухач Вищої партійної школи при ЦК КПРС.
У серпні 1962 — січні 1963 року — голова виконавчого комітету Ільялінської районної ради депутатів трудящих Туркменської РСР.
У січні 1963 — січні 1965 року — голова виконавчого комітету Ленінської районної ради депутатів трудящих Туркменської РСР.
У січні 1965 — грудні 1970 року — 1-й секретар Ільялінського районного комітету КП Туркменії.
У грудні 1970 — липні 1973 року — голова виконавчого комітету Ташаузької обласної ради депутатів трудящих Туркменської РСР.
4 липня 1973 — 8 січня 1976 року — голова Туркменської республіканської Ради професійних спілок.
Одночасно, 5 липня 1973 — 17 грудня 1975 року — голова Верховної ради Туркменської РСР.
17 грудня 1975 — 15 грудня 1978 року — голова Ради міністрів Туркменської РСР. Одночасно 17 грудня 1975 — 15 грудня 1978 року — міністр закордонних справ Туркменської РСР.
15 грудня 1978 — 13 серпня 1988 року — голова Президії Верховної ради Туркменської РСР.
У серпні 1988 — березні 1990 року — голова Президії Туркменської республіканської ради Добровільного товариства охорони пам'яток історії та культури.
З березня 1990 року — персональний пенсіонер.

## Нагороди і звання
- орден Жовтневої Революції (29.12.1979)
- три ордени Трудового Червоного Прапора
- орден «Знак Пошани»
- медалі